# Giwi Lomidse

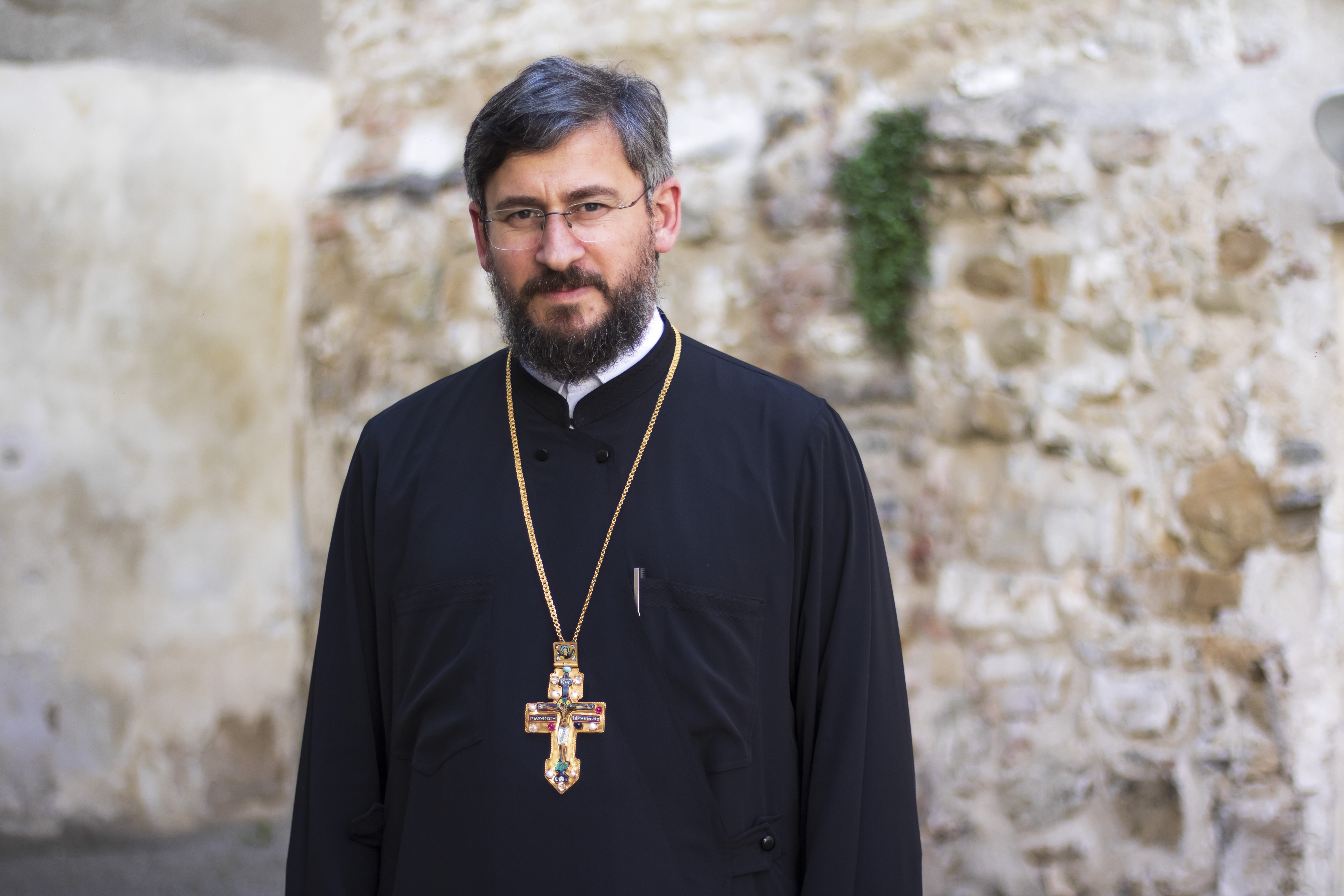
Giwi Lomidse (2024)

Ephrem Giwi Lomidze (georgisch ეფრემ გივი ლომიძე, englische Transliteration: Ephrem Givi Lomidze; * 2. Mai 1983 in Charagauli, Georgische SSR, Sowjetunion) ist ein georgischer Theologe.

## Leben
Giwi Lomidse, ein Mitglied der georgischen orthodoxen Kirche, erwarb die theologische Ausbildung an dem Geistlichen Seminar und Akademie Tiflis. An der Katholischen Universität Eichstätt-Ingolstadt wurde er 2014 zum Dr. theol. promoviert; seit 2015 ist er Habilitand an der Theologischen Fakultät der Universität Wien Universität Wien. Als Lehrbeauftragter lehrt er seit 2016 an der Katholischen Hochschule ITI in Trumau.
Seit 2019 ist er ein Mitglied der Europäischen Akademie der Wissenschaften und Künste. Gemeinsam mit der katholischen Theologin Michaela Christine Hastetter gründete er in Wien 2017 das Studienhaus Johannes von Damaskus und 2019 das St. Ephräm Wissenschaftliches Zentrum für Orient&Okzident-Studien, im Jahr 2021 Habilitation an der Universität Wien im Fachbereich Theologie und Geschichte des christlichen Ostens an der Katholisch-Theologischen Fakultät.

## Schriften
- Die früheste georgische Rezeption des Weihnachtskanons des Johannes von Damaskus in den Textversionen des Iovane Zosime, des Mikael Modreḳili, des ältesten georgischen Menaions und des Giorgi Mtac̣mideli. Einleitung – Text – Übersetzung – Kommentar (= Forum Orthodoxe Theologie 14). Berlin 2015 (zugleich Dissertation Eichstätt 2014).
- Historisch-theologische Rekonstruktion des apostolischen Ursprungs der Kirche Georgiens. Zur Frage der Tradition der antiochenisch-petrinischen Sukzession auf der Basis der Quellen bis Mitte des 12. Jahrhunderts (Theologische Orient&Okzident Studien 4), St. Ottilien 2022.[4]